# Saint-Hilaire-en-Morvan
Saint-Hilaire-en-Morvan is een gemeente in het Franse departement Nièvre (regio Bourgogne-Franche-Comté) en telt 217 inwoners (2009). De plaats maakt deel uit van het arrondissement Château-Chinon (Ville).

## Geografie
De oppervlakte van Saint-Hilaire-en-Morvan bedraagt 20,8 km², de bevolkingsdichtheid is 10,2 inwoners per km².
De onderstaande kaart toont de ligging van Saint-Hilaire-en-Morvan met de belangrijkste infrastructuur en aangrenzende gemeenten.

## Demografie
Onderstaande figuur toont het verloop van het inwonertal (bron: INSEE-tellingen).